# Collateral Damage
Collateral Damage is een Amerikaanse film uit 2002. De film gaat over een brandweerman uit Los Angeles (gespeeld door Arnold Schwarzenegger) die wraak wil nemen op de moordenaars van zijn vrouw en kind.

## Verhaal
De Amerikaanse brandweerman Gordy Brewer wil zijn vrouw en kind ophalen bij de ambassade van Colombia. Omdat Brewer vrij laat is moeten zijn vrouw en kind voor de deur van de ambassade wachten. Net wanneer hij hen ziet staan vindt er een terroristische aanslag plaats. Een terrorist, die werkt voor een terroristische Colombiaanse organisatie, blaast de ambassade op. Brewers vrouw en kind komen om. Na onderzoek blijkt dat deze terroristische organisatie wordt geleid door de internationaal actieve terrorist "El Lobo" (ook wel "The Wolf" genoemd). De aanslag was bedoeld voor leden van het Colombiaanse consulaat en Amerikaanse geheim agenten. Vanwege een internationaal protocol mag de Verenigde Staten geen wraak nemen. Brewer, die kapot is van de dood van zijn vrouw en kind, besluit zelf wraak te nemen door El Lobo te doden, tegen de adviezen van de CIA en de FBI in. Hij plaatst een bom in het rebellenkamp van El Lobo in Colombia. Dan ziet Brewer de vrouw en zoon van El Lobo en besluit hij hen te waarschuwen voor de ontploffing. El Lobo wordt echter ook gewaarschuwd en neemt Brewer daarom gevangen. De vrouw van El Lobo is Brewer dankbaar voor het waarschuwen voor de bom en laat hen daarom vrij. Een Amerikaanse patrouille neemt de vrouw van El Lobo en zijn zoon gevangen, en samen met Brewer gaan ze naar Washington.
In Washington wordt bekend dat El Lobo een bom wil laten ontploffen in een gebouw. De vrouw van El Lobo helpt Brewer mee om dit te voorkomen, maar dan blijkt dat zij toch nog aan de kant van El Lobo staat. Toch lukt het Brewer de ontploffing van de bom te voorkomen, en hij weet El Lobo en diens vrouw te doden. Hij krijgt de Medal of Freedom en wordt de verzorger van de zoon van El Lobo.

## Rolverdeling
| Acteur                | Personage       |
| --------------------- | --------------- |
| Arnold Schwarzenegger | Gordy Brewer    |
| Francesca Neri        | Selena Perrini  |
| Elias Koteas          | Peter Brandt    |
| Cliff Curtis          | Claudio Perrini |
| John Leguizamo        | Felix Ramirez   |
| Jane Lynch            | Agent Russo     |

## Achtergronden
- De film was geen succes, hoewel hij een van de duurste van 2002 was, bracht hij wereldwijd amper $78.382.433 op, een bedrag ver dat onder de productiekosten lag (85.000.000 dollar).Daarnaast werd de film ook niet goed ontvangen door critici. Op IMDb heeft de film een score van 5,2 uit 10.
- De première van de film werd uitgesteld van 5 oktober 2001 naar 8 februari 2002 vanwege de terroristische aanslagen in New York. Een scène waarin de Colombiaanse actrice Sofía Vergara een vliegtuig zou kapen werd geschrapt om dezelfde reden. Daarnaast werd de volledige filmposter veranderd en de originele tagline verwijderd.
- De film werd niet in Colombia maar in Mexico opgenomen. Opnemen in het oerwoud van Colombia zou veel te gevaarlijk zijn vanwege de vele ontvoeringen en rebellen in dat land.
- In een oudere versie van het script zou de film in Libië plaats hebben gevonden, en zouden Arabische terroristen het kind en de vrouw van Brewer hebben gedood. Het was uiteindelijk het idee van regisseur Andrew Davis om de film plaats te laten vinden in Colombia.
- Schwarzeneggers vriend Sven-Ole Thorsen heeft een cameo in de film. Hij zit voor de deur van het café een sigaar te roken dat te zien is tijdens de aanslag op de ambassade.
- Opvallend is dat Schwarzenegger geen enkele keer zichtbaar een kogel afvuurt in de hele film. Het is daarnaast een van de laatste films van Schwarzenegger voordat hij gouverneur van Californië wordt.
- Wanneer de naam van componist Graeme Revell te zien is in de film, spelen Brewer en zijn zoon met speelgoed van het merk Revell.
- Tijdens de aanslag op de ambassade zit El Lobo op een motor vermomd als politie-officier. Zijn politiepak is exact hetzelfde als dat van de T-1000 (gespeeld door Robert Patrick in de film Terminator 2: Judgment Day.
- Collateral Damage is de Engelse term die gebruikt wordt door de Amerikaanse Strijdkrachten voor een missie die per ongeluk schade veroorzaakte. De term wordt bijvoorbeeld gebruikt bij eigen vuur of wanneer er per ongeluk burgerslachtoffers vallen.